# إيلكا سواريس
إيلكا سواريس (21 يونيو 1932 - 18 يونيو 2022)، هي ممثلة وعارضة أزياء برازيلية، ولدت في ريو دي جانيرو، كانت واحدة من أجمل النساء في البرازيل في عقد الخمسينيات والستينيات من القرن العشرين، ظهرت لأول مرة عام 1949 في فيلم Iracema. تزوجت بالممثل أنسلمو دوارتي.

## وفاتها
توفيت 18 يونيو 2022 في ريو دي جانيرو عن 89 عامًا. وكان قد أُدخلت المستشفى لمدة عشرة أيام في جافيا بالمنطقة الجنوبية من ريو دي جانيرو، حيثُ خضعن لعلاجٍ من سرطان الرئة.

## وصلات خارجية
- إيلكا سواريس على موقع IMDb (الإنجليزية)
- إيلكا سواريس على موقع ألو سيني (الفرنسية)
- إيلكا سواريس على موقع قاعدة بيانات الفيلم (الإنجليزية)